# Bezplatná veřejná doprava

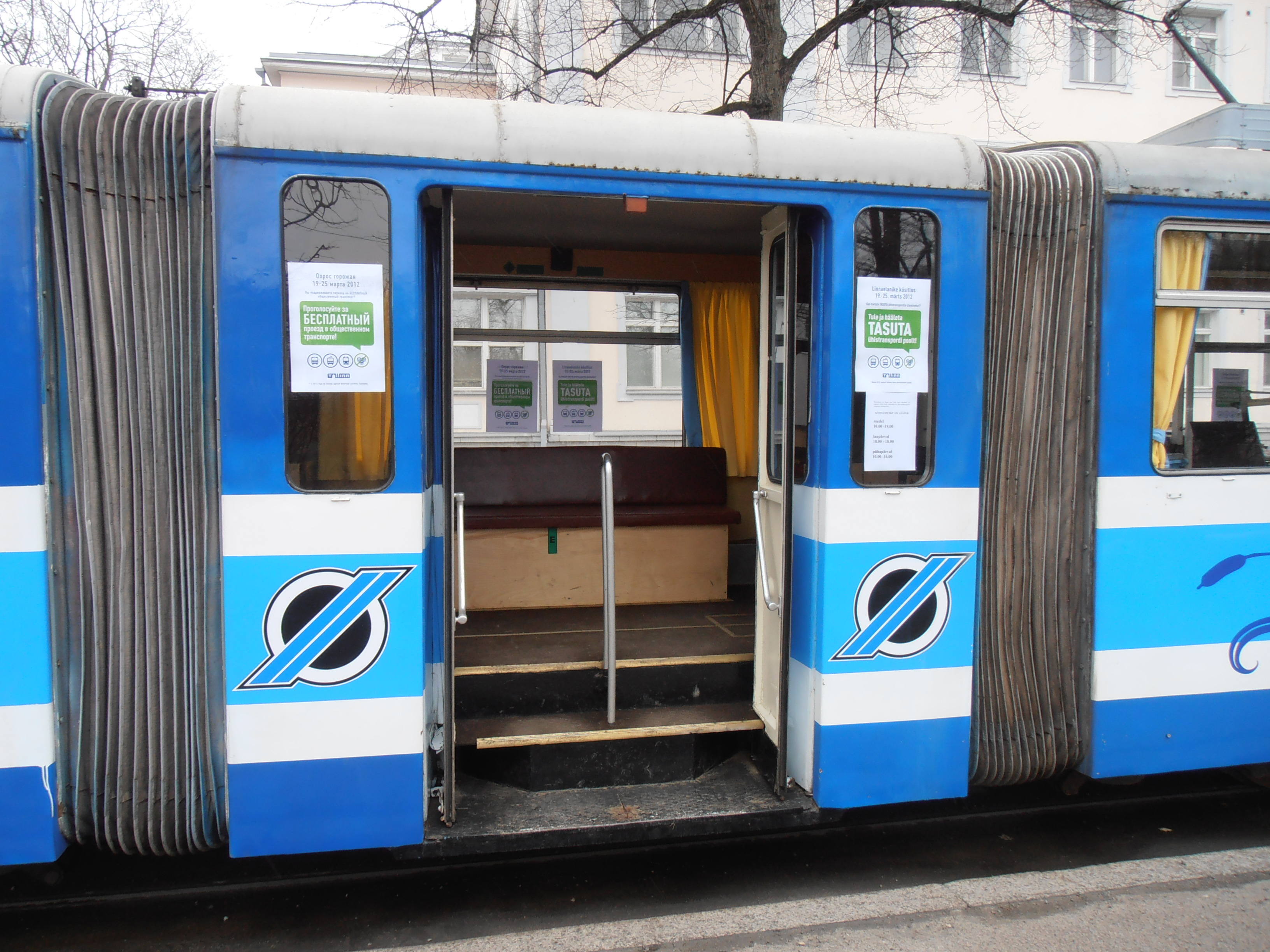
Bezplatná tramvaj v Tallinnu

Bezplatná veřejná doprava je veřejná doprava, která je plně, nebo částečně financována jiným způsobem než vybíráním jízdného od cestujících. Financována může být státní, regionální či místní správou nebo může být sponzorována komerčními subjekty.
V Evropě existuje několik desítek měst s bezplatnou veřejnou dopravou. Příkladem je Tallinn, hlavní město Estonska, kde byla bezplatná doprava pro rezidenty zahájena v roce 2013. V České republice byla bezplatná veřejná doprava testována v Třeboni (2002–2007) a v Hořovicích (2008–2023), krátce v Přelouči (2009–2010) a ve Valašském Meziříčí (2009). Zrušení jízdného trvá ve Frýdku-Místku (od roku 2011 – za 1 Kč na rok), zcela zdarma pak ve Valašském Meziříčí (od roku 2017), ve Strakonicích, Lovosicích, Litoměřicích (od roku 2018), Benešově (od roku 2019) a Kolíně (od roku 2023). Od září 2018 byl v Říčanech zaveden systém šesti nových linek bezplatné veřejné dopravy, zatímco regionální linky Pražské integrované dopravy, které dopravu na území města zajišťovaly do září 2018, zůstaly beze změny a placené.

## Analýza
Veřejná doprava je ekologičtější a efektivnější, než cestování osobním automobilem. Je v zájmu měst, aby ji využíval co největší počet obyvatel. Veřejná doprava nemusí být pro uživatele zcela zdarma. Náklady veřejné dopravy mohou být hrazeny částečně měsíčními, nebo ročními jízdenkami cestujících a částečně z jiných zdrojů. Například ve Francii je část dopravních služeb hrazena z daní.
Jednou z výhod využití veřejné dopravy, místo cestování autem je snížení znečištění ovzduší, včetně emisí skleníkových plynů. To napomáhá zpomalení globálního oteplování a rovněž snižuje zdravotní rizika pro obyvatele, například vznik astmatu.
Bezplatná doprava zvyšuje také efektivitu pracovního trhu, protože umožňuje zájemcům o práci dojíždění bez nákladů. Výhodné je to i pro zaměstnavatele, protože usnadňuje zaměstnávání lidí. Výsledkem je přínos pro celou společnost a je to jedna z možností dlouhodobého snížení chudoby.
Podle výzkumu z roku 2012 ve zhruba 40 amerických městech s bezplatnými dopravními systémy, došlo k výraznému nárůstu počtu cestujících v menších městech a to o 20 až 60 procent během několika měsíců. Podobné výsledky byly v rekreačních komunitách a v oblastech s vysokými školami. Ve velkých městech zavedení bezplatné dopravy nemělo velký vliv na celkovou dopravní situaci.

### Výhody

#### Provozní výhody
Nástup do dopravního prostředku bezplatné veřejné dopravy je kratší, neboť cestující nemusí kupovat jízdenky a řidič nemusí kontrolovat předplacenou jízdenku.
V roce 2008 řidiči autobusů společnosti Société des Transports Automobiles (STA) ve francouzském departementu Essonne požadovali dopravu cestujících zdarma. Tvrdili, že 90 % agresivity cestujících během jízdy souvisí s odmítnutím placení. Bezplatná veřejná doprava může agresivitu ze strany cestujících snížit.

#### Komerční výhody
Některé "bezplatné" dopravní služby jsou finanсovány soukromými podniky, například cesta autobusem z dopravních terminálů do obchodních center. Centra jsou tak dostupnější a růst tržeb slouží k financování dopravy pro zákazníky. Dalším příkladem bezplatné dopravy jsou školní autobusy (např. v USA) a firemní autobusy, svážející své zaměstnance z okolí kyvadlově jako benefit. Roste počet dostupných pracovních příležitostí a zaměstnavatelé mohou snáze získat nové zaměstnance.

#### Společenské výhody
Snížení počtu osobních automobilů v silničním provozu má pozitivní vliv na ekologickou situaci, počet dopravních nehod, stav silnic, úroveň hluku a celkovou kvalitu veřejného prostoru zvl. ve větších městech. Jedná se o opatření, které se v souvislosti s konceptem energetické úspornosti a udržitelnosti rozvoje, zdá být jedním z důležitých kroků k cíli. Při započítání externalit, jako jsou výdaje na veřejné zdravotnictví, dopravní infrastrukturu a dopady na životní prostředí, jsou vyšší náklady na provoz bezplatné veřejné dopravy bohatě návratné.
Nevýhody
Zavedení bezplatné veřejné dopravy může mít nevýhody, se kterými je zapotřebí při zavádění tohoto kroku počítat. Jedná se například o zvýšení vandalismu, což vede k vyšším nákladům na bezpečnost a údržbu vozidel a dále pokles výnosů ve velkých dopravních systémech, který je zapotřebí kompenzovat z veřejných rozpočtů. 

## Místní bezplatná doprava ve světě

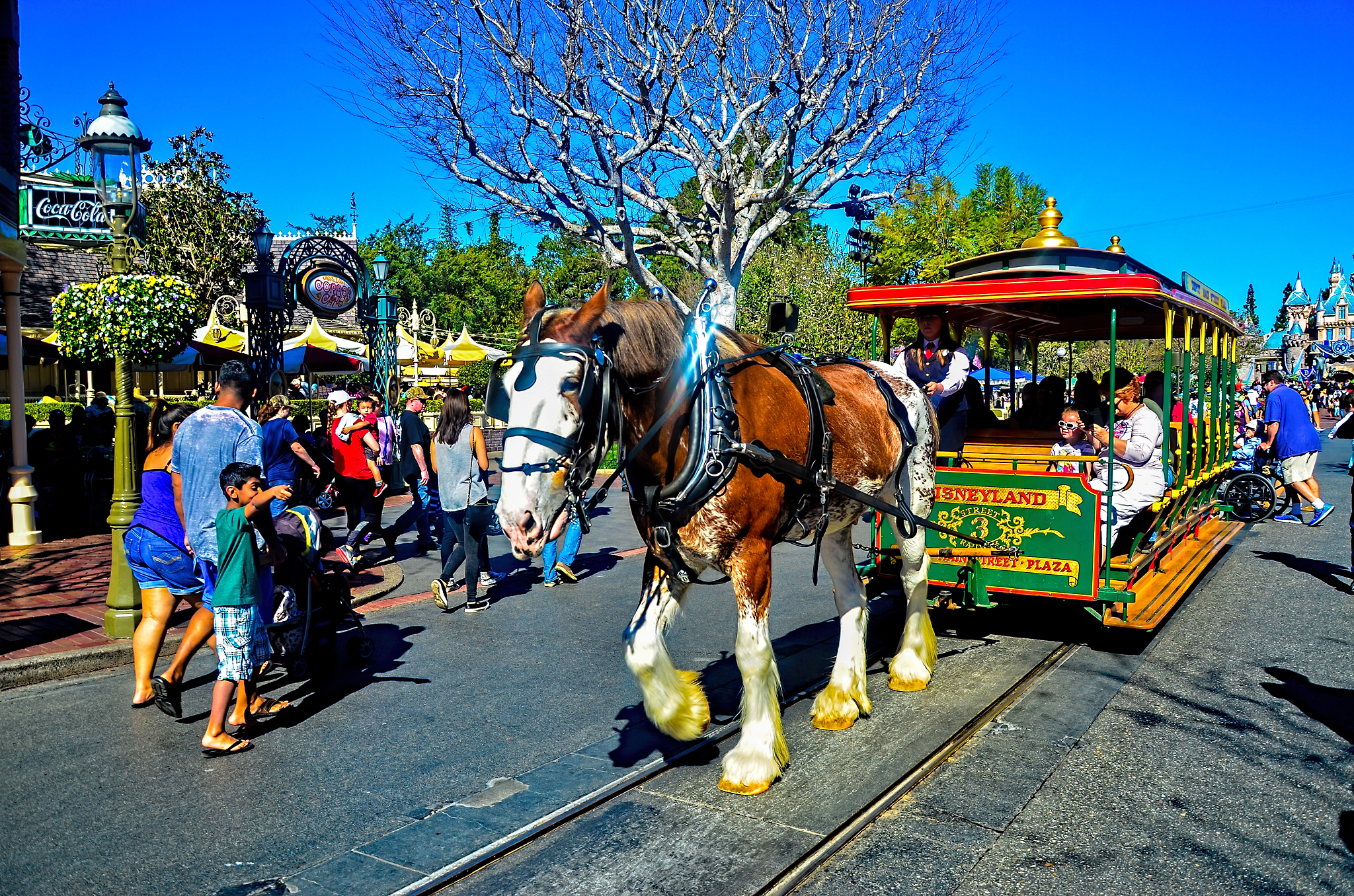
Bezplatná koněspřežná dráha v Disneylandu

Místní bezplatná doprava je běžná věc na rozdíl od bezplatné dopravy po celém městě. Často se lze setkat s bezplatnou kyvadlovou dopravou například na letiště nebo dočasnou bezplatnou linkou. Bezplatné linky se používají v kampusech univerzit, v areálech nemocnic a podobných veřejných institucí.
Bezplatná místní veřejná doprava se používá také v případě velké dopravní stavby. Přístavní města mohou pro přepravu využít trajekty. Zařízení instalovaná v budově nebo nákupním centru mohou být považována za "bezplatnou dopravu". Jde o výtahy, eskalátory a pohyblivé chodníky, financované majiteli nemovitostí z tržeb za zboží a služby. Různé městské programy, které poskytují jízdní kola zdarma pro krátkodobé veřejné použití, lze také považovat za bezplatnou dopravu.
Mnoho velkých zábavních parků provozuje tramvaje obsluhující velká parkoviště nebo vzdálenější oblasti, například Disneyland v Anaheimu v Kalifornii.
Nejstarší městský experiment s bezplatnou dopravou se uskutečnil v Římě na počátku 70. let. Byl ale neúspěšný a město se brzo vrátilo ke standardnímu systému s jízdenkami, který uplatňuje i v roce 2018. Tři podobné pokusy v USA v Denveru, v Trentonu v 70. letech a v Austinu kolem roku 1990 byly také neúspěšné. Cílem experimentů bylo přesvědčit řidiče osobních aut, aby využívali hromadnou dopravu. Počet cestujících hromadnou dopravou sice vzrostl, ale noví cestující byli většinou ti, kteří do té doby obvykle chodili pěšky nebo používali kolo. Majitelé osobních aut jezdili dále svými auty.
V lednu roku 2013 zavedlo hlavní město Estonska, Tallinn, bezplatnou dopravu pro všechny obyvatele s trvalým pobytem na území města. Následně se počet obyvatel s trvalým pobytem na území Tallinnu zvýšil o 1,2 procenta o ty, kteří si přihlásili trvalý pobyt do hlavního města s cílem využívat této výhody. Návštěvníci města museli za jízdné i nadále platit. Místní průzkumy dospěly k podobným závěrům jako výše uvedené: bezplatná veřejná doprava láká spíše obyvatele, kteří před jejím zavedením chodili pěšky, než ty, kteří jezdili auty. V červenci 2018 byla zavedena bezplatná veřejná doprava v 11 z 15 estonských krajů pro občany Estonska. Cestující, využívající tuto bezplatnou dopravu, musí zaregistrovat nástup a výstup do vozidla pomocí „chytré“ karty. V autobusech, které nemají potřebnou elektroniku pro práci s těmito kartami, vydá řidič cestujícím doklad o bezplatné jízdě.

## Česká republika
Od února 2002 do srpna 2007 za starosty Jiřího Houdka (KDU-ČSL) byla díky dotaci města bezplatná autobusová linka 340300 dopravce ČSAD Jindřichův Hradec a. s., plnící funkci městské hromadné dopravy v Třeboni.
7. a 8. září 2006 v souvislosti s celkovou krizí autobusové dopravy v Ústeckém kraji objednal Ústecký kraj kvůli ohlášené stávce oprávněného dopravce náhradní dopravu u jiných dopravců, kterou neukončil ani po odvolání stávky. Protože duplicitní náhradní spoje nesplňovaly podmínky pro linkovou osobní dopravu, byly formálně prezentovány jako „příležitostná osobní doprava“ a nebylo na nich vybíráno jízdné.
V Hořovicích byla zavedena 19. února 2008 bezplatně jediná městská autobusová linka C 9 SID s licenčním číslem 210009, jejímuž provozovateli, Probo Trans Beroun s. r. o., hradí veškeré náklady město. V prvním roce provozu to bylo 750 tisíc korun).
V souvislosti s přemístěním uzlu dálkové autobusové dopravy od hlavního nádraží v Hradci Králové to nedalekého nově vybudovaného terminálu hromadné dopravy byla roku 2008 povolena bezplatná doprava městskými autobusy a trolejbusy mezi těmito dvěma uzly.
Zkušebně byl od 14. června do 14. července 2009 zaveden bezplatný provoz v síti 5 linek MHD ve Valašském Meziříčí, provozované dopravcem ČSAD Vsetín a. s. V dubnu 2017 zastupitelstvo města rozhodlo, že bude bezplatný provoz od září 2017 zaveden znovu. Vzhledem k tomu, že jízdné pokrývalo jen 17,5 % nákladů, roční platba byla navýšena z 9 milionů korun o 1,9 milionu korun městem Valašské Meziříčí a o 0,6 milionu korun obcemi Krhová a Poličná. Využity měly být příjmy za překračování povolené rychlosti na základě stacionárních radarů, které byly instalovány ve městě na podzim 2016 a za půl roku bylo díky nim vybráno téměř 7 milionů korun.
Od 1. prosince 2009 do 6. března 2010 byl nulový zaváděcí tarif na nově zavedené první lince MHD v Přelouči, 665101, provozované dopravcem Veolia Transport Východní Čechy a. s.
Ve MHD ve Frýdku-Místku byl 27. března 2011 spuštěn projekt „MHD zdarma“ pro držitele předem zakoupené čipové karty. Cena karty byla 300 Kč, prodloužení její platnosti stálo 1 Kč. Nárok na kartu měli pouze obyvatelé, kteří městu nedlužili. V systému MHD ale nadále zůstalo zachováno jízdné s klasickým tarifem pro cestující bez této karty. Provozovatelem této sítě byla společnost ČSAD Frýdek-Místek a. s. Opatření bylo deklarováno jako dočasné do doby otevření městského obchvatu pro silniční dopravu.
V MHD ve Strakonicích, v síti o 5 linkách, bylo v roce 2017 zavedeno bezplatné jízdné pro děti a seniory a od roku 2018 pro všechny cestující. Tento tarif platil pouze ve vnitřním, prvním pásmu. Cílem bylo zvýšit komfort pro obyvatele města i turisty, dále omezit pohyb automobilů v centru, přimět místní k většímu využívání autobusů a snížit tak dopady dopravy na životní prostředí. V roce 2017 činila městská dotace 6,9 milionu korun, v roce 2018 byl odhad 8,2 milionu korun. Podle opozičního zastupitele, bývalého starosty Pavla Vondryse šlo o ryzí populismus – podle něj nemohly být ekologie ani snaha o omezení automobilové dopravy ve městě argumentem, pokud městská doprava nejezdí například každou čtvrthodinu. Podle Vondryse nepředcházela změně tarifu potřebná dlouhodobá příprava nebo průzkum vytíženosti jednotlivých spojů, což negativně ovlivnilo schopnost posoudit efekt opatření. Rovněž mluvčí města potvrdila, že nebyly k dispozici informace o počtu cestujících, využívajících před zavedením novinky městskou dopravu.
O zrušení jízdného MHD v Lovosicích od neděle 28. ledna 2018, tedy ode dne 10. výročí zavedení MHD, rozhodlo městské zastupitelstvo na svém prvním zasedání toho roku. Cílem bylo navrátit cestující do autobusů, snížit nárůst automobilové dopravy ve městě a ušetřit starším, sociálně slabším občanům a žákům škol náklady na dopravu po městě. Zatímco v roce 2016 autobusy přepravily 55 279 cestujících, v roce 2017 došlo k poklesu o 20 000. Přitom náklady na provoz vzrostly o více než sto tisíc korun. Lovosice dotovaly MHD částkou přes 1,3 milionu ročně a tržby z jízdného činily v roce 2017 jen 148 742 korun. Provozovatelem linky v roce 2018 byla nadále společnost BusLine a.s.
V květnu 2018 byla zavedena bezplatná městská autobusová doprava v Litoměřicích. Předpokládaný nárůst ročních výdajů města činil 700 tisíc korun.
Od 3. září 2018 byly v Říčanech zavedeny mimo systém PID tři autobusové linky, odlišené barvami (v pracovních dnech v intervalech 30 až 90 minut), a tři školní linky, označované Š1 až Š3 (vždy jeden spoj v ranních hodinách ). Doprava, provozovaná dopravcem ČSAD Benešov a.s., byla na všech linkách zdarma.
V roce 2018 o zavedení bezplatné MHD uvažovalo vedení Chebu.
V Benešově u Prahy byla zavedena bezplatná MHD od 1. listopadu 2019 v souvislosti s ukončením staré smlouvy a uzavření nové s dopravcem ČSAD Benešov a.s. Zároveň byly místo dosavadních 12 autobusů nasazeny dva midibusy Rošero First pro 38 cestujících. Po určité době má být bezplatný provoz vyhodnocen z pohledu provozně-ekonomického a město se rozhodne, v jakém cenovém modelu bude pokračovat.
Bezplatný provoz bývá též na tzv. nákupních linkách, které jsou provozovány zpravidla formou veřejné linkové dopravy a objednávány provozovateli velkých nákupních center. V Praze patřila mezi nejrozsáhlejší sítě skupina 6 autobusových linek Obchodního centra Letňany, které byly označeny písmeny značky TESCO (T, E, S, C, O) a šestá linka zkratkou obchodního centra (OCL). Po dvou městských svozových linkách míval například štěrboholský Europark nebo stodůlský Carrefour. Dále si v Praze svoje linky platily obchodní centra IKEA a Tesco Zličín, HM Globus Zličín, Centrum Černý Most, IKEA Černý Most, Galerie Butovice, Kika Průhonice, OC Šestka či Outlet centrum Štěrboholy. Podobné linky v roce 2018 existovaly i v řadě dalších větších měst. Pravidelné regionální svozy bývají většinou organizovány jinou formou než veřejná linková doprava.
Bezplatné byly v roce 2018 také linky BB1 (103123) a BB2 (103103) do kancelářského komplexu BB Centrum v Praze-Michli.
Počínaje rokem 2008 mohli návštěvníci využít speciální sezonní linky veřejné dopravy do pražské zoologické zahrady. V prvních dvou letech byla přeprava zdarma, v následujících letech bylo deklarováno symbolické jízdné 1 Kč, které však fakticky nebylo vyžadováno.
V Praze bývá vyhlašována bezplatná přeprava v celé síti MHD při povodňových nebo smogových situacích v souvislosti s omezením automobilového provozu.